# Trichostetha capensis
Trichostetha capensis är en skalbaggsart som beskrevs av Carl von Linné 1767. Trichostetha capensis ingår i släktet Trichostetha och familjen Cetoniidae. Inga underarter finns listade i Catalogue of Life.